# Sead Kapetanović
Sead Kapetanović (Sarajevo, 21 gennaio 1972) è un ex calciatore bosniaco, fino al 1992 jugoslavo, di ruolo difensore.

## Caratteristiche tecniche
È stato un terzino destro.

## Carriera
Inizia la carriera in patria, al Željezničar. Nel 1992 si trasferisce in Germania: nella stagione 1994-1995 si fa notare nella seconda squadra di Francoforte e viene acquistato dal Wolfsburg. Qui si afferma giocando prima da titolare in seconda divisione poi, sempre da titolare, in Bundesliga. Nel 1999 passa al Borussia Dortmund ma trova meno spazio rispetto alle esperienze precedenti. Chiude la carriera nel 2003 a Sarajevo.